# Izvoare, Maramureș
Cabana Izvoare este o zonă turistică situată la 25 km de Baia Mare, în județul Maramureș.
Zona este deosebit de pitorească.
Aflată la circa 900 m altitudine, cabana este situată la marginea pădurii, în Poiana Soarelui.
Stațiunea Izvoare este frecventată și iarna, datorită prezenței pârtiei de schi.
Alte obiective turistice învecinate:
- Vârful Igniș
- Cheile Tătarului